# Classe Kotlin
La classe Kotlin est le code OTAN pour une classe de destroyers construits dans les années 1950 pour la Marine soviétique. Leur désignation soviétique était Projet 56 Spokoïny. 27 unités ont été construites ; tous ont été retirés du service actif au début des années 1990. Un total de 27 navires ont été construits.